# TG-02
TG-02 (potoczna nazwa „Samina”) – paliwo będące mieszaniną ksylidyny (mieszanina izomerów dimetyloaniliny) i trietyloaminy.

## Właściwości
- ciężar właściwy przy temperaturze +20 °C: 0,845 g/cm³
- początkowa temperatura wrzenia: +85 °C
- temperatura, przy której wyparowuje do 99% paliwa: +222 °C
- temperatura całkowitego zamarzania: –91 °C.

Paliwo TG-02 jest łatwo ulatniającą się, oleistą cieczą koloru od żółtego do ciemnobrunatnego o specyficznym zapachu, Paliwo TG-02 jest substancją trującą. Przy działaniu na skórę wywołuje oparzenia.